# Дамас, Роже де
Роже́ де Дама́с (фр. Roger de Damas) (1765—1823) — граф, французский военачальник, губернатор Лиона.
Родился в 1765 году, четырнадцати лет был записан в военную службу.
После мира в 1783, в Европе возгорелась война между Турцией и Россией. Граф Роже тайно уехал из Франции и через несколько месяцев прибыл в Елисаветград, к принцу де Линь, который был тогда комиссаром Венского двора при русской армии. Князь де Линь принял его весьма ласково и помог ему вступить в русскую службу. После весьма удачного исполнения первого поручения, данного ему князем Нассау-Зигеном, граф Дамас получил от императрицы Екатерины II чин полковника и золотую шпагу с надписью «За храбрость».
При осаде Очакова он был адъютантом князя Потёмкина; по окончании кампании, приехал в Санкт-Петербург, был представлен императрице и награждён чином полковника, в котором снова был в кампании 1789 года, кончившейся взятием Бендер.
Возвратясь в Париж, он был назначен адъютантом графа д’Артуа и стал свидетелем событий, которые растерзали монархию Людовика XVI, и не предвидя средств быть полезным своему отечеству, выпросил у королевы письмо к австрийскому императору Леопольду II. В мае 1790 года Дамас отправился в Вену, откуда был послан в австрийскую армию на берегах Дуная. Вскоре потом, он прибыл в Яссы, получил чин бригадира и назначен командиром над одним русским полком и участвовал при взятии Измаила, за что 25 марта 1791 года, при лестном письме от императрицы Екатерины, получил орден св. Георгия 3-й степени (№ 84 по кавалерским спискам)
Во уважение на усердную службу и отличную храбрость, оказанную при взятии приступом города и крепости Измаила с истреблением бывшей там турецкой армии.
В это время, он сблизился с герцогом Ришельё, с которым после он был связан до конца своей жизни. Во время приготовлений к войне против Французской республики, граф Дамас поспешил на Рейн, служил братьям Людовика XVI; будучи адъютантом графа д’Артуа, в 1792 году следовал за ним в Шампань; после отступления пруссаков, поехал с ним в Санкт-Петербург и Англию, откуда был послан на остров Гернси, для исполнения некоторых поручений в пользу французских роялистов.
Возвратясь на твёрдую землю, граф Дамас отправился в Италию. Здесь, по просьбе неаполитанского короля Фердинанда, он принял начальство над одной из дивизий армии генерала Макка, был ранен, и по окончании этой несчастной кампании, прибыл в Вену. Потом был снова призван в Италию, а оттуда поехал в Англию, к Людовику XVIII, с которым вместе, в 1814 году, прибыл во Францию и получил чин генерал-лейтенанта королевской армии.
В 1815 году, в то самое время, когда Наполеон бежал с острова Эльбы, Дамас назначен был губернатором Лиона, но после тщетных усилий водворить порядок в тамошнем войске, возвратился в Париж и уехал с королём в Бельгию. Потом его послали в Швейцарию, где он должен был командовать войсками, отказавшимися повиноваться Наполеону.
По возвращении во Францию, он избран в депутаты от двух департаментов, но вскоре снова получил управление Лионом. После беспокойств, произведённых в этом городе гренобльскими полками, Дамас возвратился в своё семейство и умер в 3 сентября 1823 года.
Его брат, Шарль Сезар де Дамас, также сражался на стороне роялистов и командовал Дижонской дивизией.

## Сочинения
- Записки графа Рожера Дамаса (HTML). Memoires du comte Roger de Damas. Russie-Valmу et аrmee de Conde Naples (1787—1806). Paris. 1912.. // Старина и новизна, кн. 18. СПб, 1914..